# Vulpia pectinella
Vulpia pectinella är en gräsart som först beskrevs av Alire Raffeneau Delile, och fick sitt nu gällande namn av Pierre Edmond Boissier. Vulpia pectinella ingår i släktet ekorrsvinglar, och familjen gräs. Inga underarter finns listade i Catalogue of Life.